# Collatzův problém

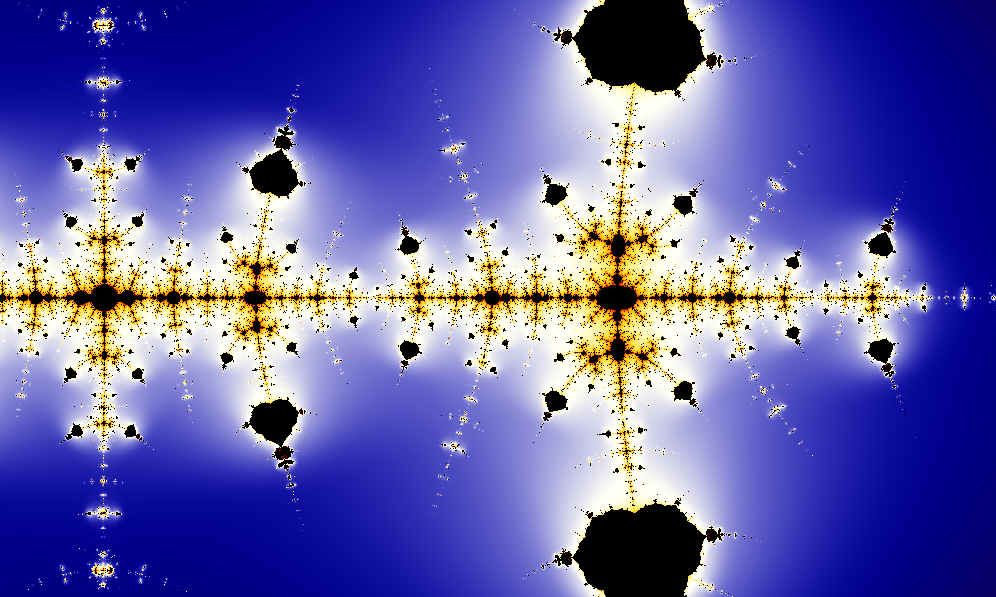
Collatzův fraktál, který vznikne rozšířením Collatzovy funkce do spojité komplexní roviny.

Collatzův problém je v matematice domněnka, kterou vyslovil Lothar Collatz. Tento problém je rovněž známý pod názvy 3n + 1 problém, Ulamův problém (podle Stanisława Ulama), Kakutanův problém (podle Šizua Kakutaniho), Thwaitův problém (podle sira Bryana Thwaitese), Hassův algoritmus (podle Helmuta Hasseho) nebo také jako Syrakuský problém. Posloupnost takto zkoumaných čísel se někdy nazývá též jako posloupnost ledové kroupy (protože hodnota čísel v posloupnosti často mnohokrát klesne a opět se zvýší, podobně jako ledové kroupy mění svoji výšku, když dochází k jejich tvorbě v oblacích).
Domněnka může být shrnuta následovně. Vezměme jakékoliv kladné celé číslo n. Pokud je n sudým číslem, vydělíme je dvěma, získáme tak n / 2. Pokud je n lichým číslem, vynásobí se třemi a přičte se jednička, tj. 3n + 1. Tento postup (v angličtině nazývaný také „Half Or Triple Plus One“ nebo HOTPO) se dále opakuje. Domněnka je taková, že nehledě na to, jaké počáteční číslo n je zvoleno – výsledná posloupnost vždy nakonec dojde k číslu 1.

## Definice
Popsaný postup lze vyjádřit funkcí
{\displaystyle C(n)={\begin{cases}3n+1{\text{,}}&{\text{ je-li }}n{\text{ liché,}}\\n/2{\text{,}}&{\text{ je-li }}n{\text{ sudé.}}\end{cases}}}
Hodnota {\displaystyle C(n)} pro lichá {\displaystyle n} bude zjevně sudá.
Často se tak používá zkrácená varianta a notace modulární aritmetiky
{\displaystyle T(n)={\begin{cases}(3n+1)/2{\text{,}}&n\equiv 1{\pmod {2}}{\text{,}}\\n/2{\text{,}}&n\equiv 0{\pmod {2}}{\text{.}}\end{cases}}}
Problém pak lze popsat pomocí iterací těchto funkcí: Je pro libovolné počáteční kladné celé číslo {\displaystyle n} některá {\displaystyle k}-tá iterace {\displaystyle T^{k}(n)} rovna jedné? Formálně: {\displaystyle \forall n\exists k:T^{k}(n)=1}.
Domněnka zatím nebyla dokázána. Byla ale výpočetně ověřena pro všechna čísla až do velikosti 268.

## Příklad
Posloupnost pro {\displaystyle n=27} má 111 kroků pro dosažení 1 (41 skrze lichá čísla) a vypadá následovně.
Iterace vystoupaly z čísla 27 až na 9232, přesto se nakonec vrátily k číslu 1.
27, 82, 41, 124, 62, 31, 94, 47, 142, 71, 214, 107, 322, 161, 484, 242, 121, 364, 182, 91, 274, 137, 412, 206, 103, 310, 155, 466, 233, 700, 350, 175, 526, 263, 790, 395, 1186, 593, 1780, 890, 445, 1336, 668, 334, 167, 502, 251, 754, 377, 1132, 566, 283, 850, 425, 1276, 638, 319, 958, 479, 1438, 719, 2158, 1079, 3238, 1619, 4858, 2429, 7288, 3644, 1822, 911, 2734, 1367, 4102, 2051, 6154, 3077, 9232, 4616, 2308, 1154, 577, 1732, 866, 433, 1300, 650, 325, 976, 488, 244, 122, 61, 184, 92, 46, 23, 70, 35, 106, 53, 160, 80, 40, 20, 10, 5, 16, 8, 4, 2, 1 

## Heuristický argument
Heuristický argument napovídá, že iterace Collatzovy funkce by v dlouhodobém horizontu neměly růst k nekonečnu, ale měly by se naopak zmenšovat.
Pokud je vstup {\displaystyle T(n)} rovnoměrně rozložený modulo 2, nastávají obě větve {\displaystyle T(n)} stejně často.
Snadno lze ověřit, že jednotlivé iterace funkce se chovají náhodně a nezávisle od iterací minulých.
Přesněji, je-li {\displaystyle n} rovnoměrně rozložené modulo 4, pak je {\displaystyle T(n)} rovnoměrně rozložené modulo 2.
Pro náhodný vstup tedy nastanou obě větve následující iterace se stejnou pravděpodobností.
Díky tomu lze uvažovat následovně.
Pro dostatečně náhodný vstup {\displaystyle n} bude výstup jedné iterace {\displaystyle T(n)} zhruba {\displaystyle 3n/2} v první polovině případů a {\displaystyle n/2} ve druhé polovině případů.
Tedy oba případy mají pravděpodobnost 1/2.
Přírůstek jedné iterace {\displaystyle T(n)} v {\displaystyle \log(n)} lze tedy vyjádřit jako
{\displaystyle {\frac {1}{2}}\log {\frac {3}{2}}+{\frac {1}{2}}\log {\frac {1}{2}}<0}.
A protože přírůstek je záporný, lze očekávat, že iterace se budou v dlouhodobém horizontu zmenšovat.

## Empirická data
Následující tabulka ukazuje maximální a průměrné délky trajektorií před dosažením jedničky pro počáteční hodnoty do dané velikosti.
U maximální délky je uvedena také odpovídající počáteční hodnota.
| hodnoty pod             | maximální délka        | počáteční hodnota                | průměrná délka           |
| ----------------------- | ---------------------- | -------------------------------- | ------------------------ |
| {\displaystyle 10^{1}}  | {\displaystyle 19}     | {\displaystyle 9}                | {\displaystyle 6{,}78}   |
| {\displaystyle 10^{2}}  | {\displaystyle 118}    | {\displaystyle 97}               | {\displaystyle 31{,}48}  |
| {\displaystyle 10^{3}}  | {\displaystyle 178}    | {\displaystyle 871}              | {\displaystyle 59{,}49}  |
| {\displaystyle 10^{4}}  | {\displaystyle 261}    | {\displaystyle 6\,171}           | {\displaystyle 84{,}97}  |
| {\displaystyle 10^{5}}  | {\displaystyle 350}    | {\displaystyle 77\,031}          | {\displaystyle 107{,}54} |
| {\displaystyle 10^{6}}  | {\displaystyle 524}    | {\displaystyle 837\,799}         | {\displaystyle 131{,}43} |
| {\displaystyle 10^{7}}  | {\displaystyle 685}    | {\displaystyle 8\,400\,511}      | {\displaystyle 155{,}27} |
| {\displaystyle 10^{8}}  | {\displaystyle 949}    | {\displaystyle 63\,728\,127}     | {\displaystyle 179{,}23} |
| {\displaystyle 10^{9}}  | {\displaystyle 986}    | {\displaystyle 670\,617\,279}    | {\displaystyle 203{,}23} |
| {\displaystyle 10^{10}} | {\displaystyle 1\,132} | {\displaystyle 9\,780\,657\,630} | {\displaystyle 227{,}25} |